# Najszybsze okrążenie
Najszybsze okrążenie (w sportach motorowych) – okrążenie pokonane w jak najkrótszym czasie podczas danego wyścigu. W niektórych seriach, takich jak A1 lub GP2, posiadacz najlepszego czasu przejazdu jednego okrążenia otrzymuje dodatkowe punkty pod koniec wyścigu.
W Formule 1 przed sezonem 1960 oraz od sezonu 2019 do 2024 włącznie kierowcy otrzymywali dodatkowy punkt za najszybsze okrążenie, Michael Schumacher jest aktualnym rekordzistą z wynikiem 77 najszybciej przejechanych okrążeń w trakcie wyścigu.
W wyścigach motocyklowych najszybsze okrążenie nie jest premiowane dodatkowym punktem. Aktualnym rekordzistą jest Giacomo Agostini z wynikiem 117 najszybszych okrążeń.

## 10 kierowców Formuły 1 z największą liczbą najszybszych okrążeń
| Poz. | Kierowca czcionka pogrubiona: aktualnie startujący | Liczba n.o. |
| ---- | -------------------------------------------------- | ----------- |
| 1    | Michael Schumacher                                 | 77          |
| 2    | Lewis Hamilton                                     | 67          |
| 3    | Kimi Räikkönen                                     | 46          |
| 4    | Alain Prost                                        | 41          |
| 5    | Sebastian Vettel                                   | 38          |
| 6    | Max Verstappen                                     | 33          |
| 7    | Nigel Mansell                                      | 30          |
| 8    | Jim Clark                                          | 28          |
| 9    | Fernando Alonso                                    | 26          |
| 10   | Mika Häkkinen                                      | 25          |

## 10 kierowców motocyklowych z największą liczbą najszybszych okrążeń
| Poz. | Kierowca czcionka pogrubiona: aktualnie startujący | Liczba n.o. |
| ---- | -------------------------------------------------- | ----------- |
| 1    | Giacomo Agostini                                   | 117         |
| 2    | Ángel Nieto                                        | 81          |
| 3    | Mike Hailwood                                      | 79          |
| 4    | Valentino Rossi                                    | 78          |
| 5    | Michael Doohan                                     | 46          |
| 6    | Max Biaggi                                         | 42          |
| 7    | Phil Read                                          | 36          |
| 8    | Jim Redman                                         | 35          |
| 9    | John Surtees                                       | 34          |
| 9    | Carlo Ubbiali                                      | 34          |